# …And You Will Know Us by the Trail of Dead
…And You Will Know Us by the Trail of Dead (abreviadamente Trail of Dead) fue una banda americana de art rock procedente de Austin. Según la página web de la banda, su nombre fue tomado de un antiguo canto ritual maya que tiene un gran parecido con otro antiguo canto ritual egipcio. Sin embargo, parece que esta explicación es una broma. Los miembros principales del grupo son Jason Reece y Conrad Keely. Ambos se intercambian tocando la batería, la guitarra y cantando tanto durante las sesiones de grabación como en los conciertos (en algunas canciones, el bajista, Neil Busch, también canta). Hasta 2014, la banda ha lanzado nueve álbumes de estudio. Su noveno álbum, titulado IX, fue lanzado el 10 de noviembre de 2014.

## Historia

### Formación
Keely y Reece eran amigos desde jóvenes cuando se conocieron en Hawái. Formaron su primera banda en 1993, después de mudarse a  Olympia, Washington, donde Keely estudiaba en el Evergreen State College. Keely fundó una banda llamada Benedict Gehlen que apenas duró un año. Nancyville fue su siguiente proyecto, pero también duró poco tiempo. Reece tocó la batería con Honeybucket y con Mukilteo Fairies. Después, se mudaron a Austin y formaron un dúo con el nombre, You Will Know Us by the Trail of Dead. Poco después se unió el guitarrista Kevin Allen y el bajista Neil Busch. Y se hicieron llamar definitivamente …And You Will Know Us by the Trail of Dead. La novia de Conrad, Deanne Rowley (ahora llamada Deanne McAdams), y que formó parte de Plain Jane, Pro-Ex Marauders, y en la actualidad de Leopards (también ocasionalmente de Dead Air Fresheners) también tocó con el grupo como guitarrista en un directo, pero nunca en las grabaciones.

### Ascenso y éxito (1995–2006)
En 1995, sacaron su primera canción (Austin Live Houses, editada sólo en casete), seguida de otro casete con cuatro canciones. En enero de 1998, lanzaron su primer disco homónimo, …And You Will Know Us by the Trail of Dead (álbum) con la discográfica Trance Syndicate.
Trail of Dead firmaron posteriormente con Merge después de que Trance Syndicate cerrara. Lanzaron su segundo disco Madonna a finales de 1999, e hicieron una gira por Estados Unidos como teloneros de Superchunk. Se pasaron a Interscope Records y editaron un EP llamado Relative Ways (EP) en 2001.
A comienzos de 2002, lanzaron el aclamado internacionalmente Source Tags & Codes, que recibió muy buenas críticas. later saying it is "one of indie rock's truly epic albums". Their following tour was chronicled by Rolling Stone, with Andrew Dansby commenting on their group dynamic as a "post-punk Voltron, that just might be the most exciting unit working today."
Después de Source Tags & Codes lanzaron en abril de 2003 un EP llamado The Secret of Elena's Tomb.
En julio de 2004, Neil Busch fue expulsado de la banda y en su lugar en el bajo se situó Danny Wood. El segundo batería, Doni Schroader se unió a la banda al mismo tiempo. Después lanzaron un nuevo disco Worlds Apart el 25 de enero de 2005. El quinto álbum, So Divided, fue lanzado el 14 de noviembre de 2006.

### Después de Interscope yThe Century of Self(2007 – 2009)
A final del verano de 2007, Trail of Dead hizo una nueva gira por Europa, esta vez con un nuevo batería, Aaron Ford, en el lugar de Doni Schroader. Después de la gira, Trail of Dead volvieron al estudio para grabar su sexto disco.
A principios de 2008, Trail of Dead comenzaron a grabar un nuevo disco pero esta vez sin ningún contrato discográfico. Asumiendo los gastos, grabaron un video sobre sus experiencias que colgaron en YouTube. El 21 de octubre lanzaron un EP llamado Festival Thyme. El 17 de febrero de 2009 editaron The Century of Self, que incluía trece canciones.

### Tao of the Dead(2010 – 2011)
En septiembre de 2010, Conrad Keely publicó noticias de un lanzamiento del próximo álbum en 2011, producido por Chris "Frenchie" Smith, en conjunto con un cómic. Frenchie Smith también está preparado para remezclar su álbum debut homónimo. El 10 de noviembre de 2010, se anunció que su séptimo álbum, Tao of the Dead, sería lanzado en Norteamérica el 8 de febrero de 2011. También se reveló que la banda había pasado a ser de cuatro miembros, ya que Jay Phillips, Clay Morris y el guitarrista Kevin Allen habían sido removidos de la alineación. Las circunstancias de estas salidas son desconocidas. Aaron Ford grabó la percusión y batería para Tao of the Dead, pero luego dejó la banda. La banda actuó en vivo en Late Night with Jimmy Fallon el 7 de febrero de 2011, debutando el bajista Autry Fulbright II (de Reece Midnight Masses) y el baterista/guitarrista Jamie Miller, de la banda theSTART. El 17 de febrero de 2011, se anunció que Jason Reece sería presentador del anfitrión Toby Ryan del programa de radio en Austin KROX-FM (101X).

### Lost Songs(2012 – 2013)
En 2012, la banda grabó material para un nuevo álbum en Hanover, Alemania con el productor Chris "Frenchie" Smith. El 22 de agosto la banda anunció su octavo álbum de estudio, Lost Songs, y lanzó la canción titulada "Up To Infinity", que se dedica a Pussy Riot. El arte de portada fue revelado el 6 de septiembre de 2012, y el 25 de septiembre, lanzaron "Catatonic" a través de Spotify. En mayo de 2013, la banda anunció un próximo EP Tao of the Dead Part III a través de Twitter. Utilizando PledgeMusic, se tomaron pedidos para ediciones especiales del EP.

### IX(2014 - presente)
En febrero de 2014, la banda anunció una limitada gira de Estados Unidos centrada en tocar música de Source Tags and Codes y planeó grabar su próximo álbum, una secuela de Tao of the Dead, en la primavera y el verano de 2014. En abril de 2014, se lanzó el álbum Live at Rockpalast 2009. En agosto de 2014, la banda anunció su noveno álbum, IX, utilizando un rompecabezas en línea.

## Miembros

### Formación final
- Conrad Keely – voces, guitarra (1994–2023), piano, teclados (2010–2020); batería (1994–2005, 2010–2011); bajo (1994–1995)
- Jason Reece – batería, voces, guitarra (1994–2023); bajo (1994–1995)
- Alec Padron – bajo (2019–2023)
- Ben Redman – guitarra, batería (2020–2023)
- AJ Vincent – teclados (2020–2023)
- John Dowey – guitarra (2022–2023)

### Miembros anteriores
- Neil Busch – bajo, voces (1995–2005)
- Kevin Allen – guitarra (1995–2010)
- David Longoria – teclados (2005–2006)
- Danny Wood – bajo (2005–2007)
- Doni Schroader – percusión, batería (2005–2007)
- Clay Morris – teclados (2006–2010)
- Jay Leo Phillips – bajo (2007–2010)
- Aaron Ford – percusión, batería (2007–2010)
- Autry Fulbright II – bajo, voces (2010–2019)
- Jamie Miller – guitarra, batería (2011–2020)

## Discografía

### Álbumes
| Año  | Álbum                                      | UK  | US  | GER | Label                         |
| ---- | ------------------------------------------ | --- | --- | --- | ----------------------------- |
| 1998 | …And You Will Know Us by the Trail of Dead | –   | –   | –   | Trance Syndicate              |
| 1999 | Madonna                                    | –   | –   | –   | Merge Records                 |
| 2002 | Source Tags & Codes                        | 73  | –   | 64  | Interscope Records            |
| 2005 | Worlds Apart                               | 92  | 88  | 40  | Interscope Records            |
| 2006 | So Divided                                 | 190 | 188 | 72  | Interscope Records            |
| 2009 | The Century of Self                        | –   | 169 | 38  | Richter Scale/Justice Records |
| 2011 | Tao of the Dead                            | NA  | NA  | 18  | Richter Scale/Superball Music |
| 2012 | Lost Songs                                 |     |     | 47  | Richter Scale/Superball Music |
| 2014 | IX                                         | –   | –   | 63  | Superball Music               |
| 2020 | X: The Godless Void and Other Stories      |     |     |     |                               |
| 2022 | XI: Bleed Here Now                         |     |     |     |                               |

### Sencillos
- 2000: "Mistakes & Regrets" UK #69
- 2002: "Another Morning Stoner" UK #54
- 2002: "Relative Ways" UK #84
- 2004: "Worlds Apart"
- 2005: "And the Rest Will Follow" UK #77
- 2006: "A Classic Art Showcase" UK Download #49
- 2006: "Wasted State of Mind"
- 2011: "Tao Of The Dead"

### EP
- Homónimo CD-R (edición limitada a 60 copias; las tres canciones aparecen en Madonna)
- Relative Ways
- The Secret of Elena's Tomb
- Worlds Apart - EP
- Festival Thyme

### Vídeos
- "Mistakes & Regrets"
- "Relative Ways"
- "Another Morning Stoner"
- "All St. Day"
- "The Rest Will Follow"
- "Caterwaul"
- "Naked Sun"
- "Isis Unveiled" (Edit)